# Siemion Koczer
Siemion Borisowicz Koczer (ros. Семён Борисович Кочер, ur. 4 grudnia 1951) – radziecki lekkoatleta, sprinter.
Specjalizował się w biegu na 400 metrów. Zwyciężył w sztafecie 4 × 400 metrów (w składzie: Jewgienij Gawrilenko, Nikołaj Korniuszkin, Dmitrij Stukałow i Koczer) na mistrzostwach Europy juniorów w 1970 w Paryżu, a w biegu na 400 metrów zajął 8. miejsce.
Zdobył srebrny medal w sztafecie 4 × 2 okrążenia na halowych mistrzostwach Europy w 1971 w Sofii (sztafeta radziecka biegła w składzie: Aleksandr Bratczikow, Koczer, Borys Sawczuk i Jewgienij Borisienko). Zajął 4. miejsce w sztafecie 4 × 400 metrów oraz odpadł w eliminacjach biegu na 400 metrów na mistrzostwach Europy w 1971 w Helsinkach.
Zdobył srebrny medal w biegu na 400 metrów na letniej uniwersjadzie w 1973 w Moskwie. Był członkiem radzieckiej sztafety 4 × 400 metrów, która zajęła 2. miejsce w finale Pucharu Europy w 1973 w Edynburgu. Nie ukończył biegu finałowego sztafety 4 × 400 metrów na mistrzostwach Europy w 1974 w Rzymie.
Zdobył brązowy medal w biegu na 400 metrów na halowych mistrzostwach Europy w 1975 w Katowicach (wyprzedzili go tylko Hermann Köhler z RFN i Josip Alebić z Jugosławii).
Koczer był mistrzem ZSRR w biegu na 400 metrów w 1972 oraz w sztafecie 4 × 400 metrów w latach 1971, 1973 i 1975–1977. W hali był mistrzem ZSRR w biegu na 400 metrów w 1971 i 1974.